# Les Anges de l'enfer (film, 1967)
Pour les articles homonymes, voir Les Anges de l'enfer.

Les Anges de l'enfer (Devil's Angels) est un film américain réalisé par Daniel Haller, sorti en 1967.

## Synopsis
Cody est le leader d'un gang de motards baptisé « les Skulls ». La bande fait halte dans une petite ville protégée par son shérif.

## Fiche technique
- Titre : Les Anges de l'enfer
- Titre original : Devil's Angels
- Réalisation : Daniel Haller
- Scénario : Charles B. Griffith
- Production : Roger Corman et Burt Topper
- Société de production : American International Pictures
- Musique : Mike Curb
- Photographie : Richard Moore
- Montage : Kenneth G. Crane et Ronald Sinclair
- Pays d'origine : États-Unis
- Format : Couleurs - 2,35:1 - Mono - 35 mm
- Genre : Drame
- Durée : 84 minutes
- Date de sortie : avril 1967

## Distribution
- John Cassavetes : Cody
- Beverly Adams : Lynn
- Mimsy Farmer : Marianne
- Maurice McEndree : Joel-the-Mole
- Leo Gordon : Shérif Henderson
- Russ Bender : Royce
- Marc Cavell : Billy-the-Kid
- Buck Taylor : Gage
- Marianne Kanter : Rena
- Kipp Whitman : Roy
- Mitzi Hoag : Karen
- Nai Bonet : Tanya
- Buck Kartalian : Funky
- George Sims : Leroy
- Salli Sachse : Louise
- Wally Campo : Grog
- Richard Anders : Bruno
- John Craig : Robot
- Paul Myer : Maire
- Lee Wainer : Cane
- Roy Thiel : Shérif adjoint
- Ronnie Dayton : Shérif adjoint
- Henry Kendrick : Propriétaire du magasin